# Wilver Villegas-Palomino
Wilver Villegas-Palomino (Curumani, 21 de octubre de 1981) es un guerrillero y narcotraficante colombiano, miembro del Ejército de Liberación Nacional (ELN). 
Actualmente está acusado de narcoterrorismo y conspiración internacional para distribuir cocaína por lo que el 14 de abril del 2023 el FBI lo incluyó en su lista de Los diez fugitivos más buscados por el FBI.

## Cargos criminales
Villegas-Palomino es buscado por actividades de narcotráfico para subvencionar la guerrilla del Frente de Guerra Nororiental del ELN en la región del Catatumbo de Colombia, así como para el desarrollo de ésta en Venezuela. El 13 de febrero del 2020 (algunas fuentes señalan el 15 de febrero) se le emitió una orden de arresto federal en el distrito sur, división de Houston en el estado de Texas en los Estados Unidos, luego de ser acusado de narcoterrorismo así como de conspiración de distribución internacional de cocaína y distribución internacional de cocaína.

### Recompensa
El Departamento de Estado de los Estados Unidos ofrece mediante el programa de recompensas por narcóticos hasta $5 millones de dólares por información que conduzca a su arresto y/o condena.